# Outpost 2: Divided Destiny
Outpost 2: La Division est un jeu vidéo de gestion et de stratégie en temps réel développé par Dynamix et publié sur PC par Sierra On-Line en 1997. Le jeu se déroule dans le même univers de science-fiction qu’Outpost dans lequel l’humanité a colonisé d’autres régions de la galaxie après la destruction de la Terre par un astéroïde. Comme pour le premier volet de la série, son système de jeu est généralement décrit comme un mélange de SimCity et de Command and Conquer dont il reprend respectivement les aspects de gestions et de combat,.

## Histoire
Tandis que la Terre est morte par des fragments d'astéroïdes, un groupe de survivants ont pu échapper au désastre à bord d'un vaisseau spatial et voyagent dans l'espace à la recherche d'une planète convenable. Ils choisissent finalement une planète froide et aride, décidant de l'appeler Néo-Terra, et décide de bâtir leur colonie sous le nom de "Eden" et utilisent des véhicules et robots télécommandés pour construire et prospérer. Eden envisage de terraformer la planète afin qu'elle devienne une nouvelle Terre, mais provoqua un conflit entre certains colons et ces derniers décident de fonder leur propre colonie sous le nom de "Plymouth", qui eux veulent s'adapter à l'environnement rude de la planète telle qu'elle est. 
Cependant, durant les recherches d'Eden pour terraformer la planète, un agent biologique mortel nommé "Rouille" fut libéré d'un laboratoire et se propage rapidement à travers la planète, menaçant les deux colonies.

## Accueil
| Outpost 2: Divided Destiny |      |       |
| Média                      | Pays | Notes |
| Computer Gaming World      | US   | 3.5/5 |
| Cyber Stratège             | FR   | 3,5/5 |
| GameSpot                   | US   | 50 %  |
| Gen4                       | FR   | 4/6   |
| Joystick                   | FR   | 67 %  |
| PC Gamer UK                | GB   | 57 %  |
| PC Gamer US                | US   | 75 %  |